# Martillo (candlestick)

## Martillo
El martillo es una de las pautas más famosas de análisis técnico de tipo gráfico de velas , dado que resulta sencilla de descubrir y analizar. Está formada por una única línea o sesión, concretamente una de tipo karakasa, es decir, con sombra inferior larga, superior pequeña y con un cuerpo real (diferencia entre la apertura y el cierre) pequeño, pudiendo ser blanco o negro, sin que el color suponga una diferencia en su interpretación.
Implicaciones: Es una pauta de giro en su escenario principal y secundario. Se produce el fallo, o escenario contrario, cuando la pauta continúa, en lugar de girar.